# Venturia maynei
Venturia maynei là một loài tò vò trong họ Ichneumonidae.